# Nucleo Asgard

Il nucleo Asgard della Odyssey

Il Nucleo Asgard è il più avanzato sistema computeristico Asgard nell'universo fantascientifico di stargate SG-1.
Esso è composto da più unità ed è presente in tutte le navi asgard, successivamente fu installato nella nave terrestre Odyssey e incorporato nei sistemi della nave Hammond.

## Le componenti

### Computer centrale
È situato nella sala controllo principale della Odyssey mentre compare integrato sul ponte della Hammond. Il pannello di controllo è quello classico dei computer Asgard con un notevole miglioramento per quanto riguarda la potenza di calcolo e la parte software che risultano essere le punte di diamante della razza ormai estinta.

#### Bolla di dilatazione temporale
Tramite un sistema equipaggiato al computer principale, si crea una bolla  di distorsione temporale attorno alla nave, dentro la quale il fluire del tempo è alterato; questo dispositivo può essere modificato per  viaggiare nel tempo, però si può tornare indietro solo fino all'istante in cui è stata attivata la bolla.
Se si tornasse ancora più indietro si creerebbero dei paradossi che la tecnologia non potrebbe gestire.

#### Convertitore di materia
Questo dispositivo nasce da una modifica del tenente colonnello Samantha Carter al teletrasporto Asgrad per creare un oggetto dalla realtà virtuale.

### Ponte ologrammi
In un locale della nave è stato installato un computer che crea pagine olografiche da dove è possibile accedere a tutta la storia degli Asgard.

### Armi Asgard ad energia
Queste armi producono un raggio al plasma da medio o corto raggio, la potenza risultante le rende assai efficaci contro le navi Ori e Wraith.

### Sensori
I sensori sono fisicamente alloggiati al di sopra della nave, hanno la funzione di rilevare oggetti nello spazio circostante e di agganciare un segnale per il teletrasporto (in precedenza fatto con il radar). Questi sensori hanno un raggio di diversi anni luce ma possono essere potenziati per una ricerca più estesa.